# Rise Above 1
"Rise Above 1" é uma canção do rock musical da Broadway Spider-Man: Turn Off the Dark (2011), sendo o primeiro single da trilha sonora, sendo lançada em 25 de maio de 2011. A canção foi gravada por Reeve Carney, que interpreta Peter Parker/Homem-Aranha no musical, juntamente com os co-autores Bono e The Edge, da banda de rock irlandesa U2. Outra versão da canção contém o elenco do musical, intitulado "Rise Above 2".

## Performance
Carney, Bono e The Edge cantaram a canção ao vivo no final da 10ª Temporada do American Idol.

## Vídeo da música
Um vídeo da música, dirigido por Aaron Platt e Joseph Toman estreou em julho de 2011. Foi produzido por Jonathan Lia via GOODCOMPANY.

## Recepção da crítica
A canção recebeu três de cinco estrelas, por Jon Dolan, da Rolling Stone, dizendo que a canção "poderia se tornar uma metáfora para o seu trabalho árduo para a redenção". Victoria Meng, da TheCelebrityCafe, era crítica da canção, dizendo que ela "tenta soar bem e de certa forma com sucesso", mas que a canção não transmiti a verdadeira personalidade do Homem-Aranha.

## Paradas e posições
| País/Parada (2011)                 | Melhor posição |
| ---------------------------------- | -------------- |
| Canadá (Canadian Hot 100)          | 71             |
| Estados Unidos (Adult Pop Songs)   | 34             |
| Estados Unidos (Billboard Hot 100) | 74             |
| Estados Unidos (Rock Songs)        | 48             |
| Estados Unidos (Top Heatseekers)   | 5              |